# Caminada sobre les mans

Demostració d'una ballarina caminant sobre les mans.

La caminada sobre les mans és una forma inusual de locomoció humana que consisteix en el fet que una persona es mogui de manera vertical capgirada, recolzant tot el pes del cos sobre les seves mans, amb les cames totalment esteses o no.
Es realitza en diferents activitats artístiques o esportives com el crossFit, el circ, l'acrobàcia, la dansa i la gimnàstica artística.
Caminar amb la mà sovint provoca moviments alternatius de cames automàtics similars a la locomoció bípeda vertical. La investigació mostra que aquests moviments de cames són causats en part per l'acoblament neuronal entre el braç i les cames.